# ملعب سايتاما 2002

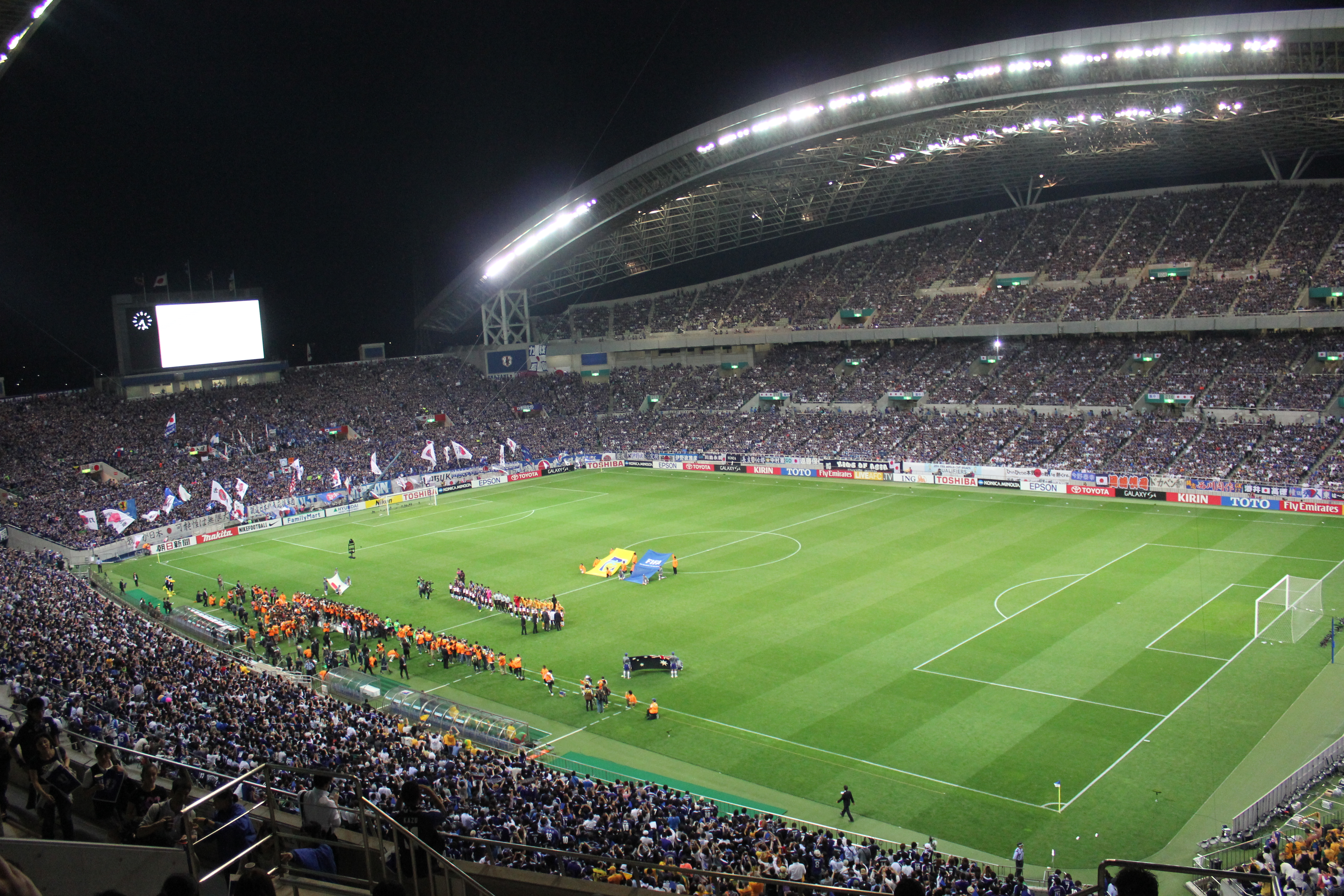
الملعب ليلاً من الداخل

ملعب سايتاما (بالإنجليزية: Saitama Stadium 2002)‏ (باليابانية: 埼玉スタジアム2002) هو ملعب كرة قدم يقع في مدينة سايتاما اليابانية . يسع الملعب لجلوس 63,700 متفرج . يعتبر الملعب الرسمي الذي يخوض فيه نادي أوراوا ريد دياموندز مبارياته . تم افتتاحه في أكتوبر 2001 .

## وصلات خارجية
- الموقع الرسمي
- Stadium Guide Article